# TheaterArche
Die TheaterArche ist ein Theater im sechsten Wiener Gemeindebezirk, das seit 2019 die ehemaligen Räumlichkeiten der Möbelfabrik Ludwig und des Theater Brett in der Münzwardeingasse 2A führt und bespielt. Künstlerischer Leiter und Geschäftsführer ist der Wiener Regisseur und Schauspieler Jakub Kavin.
Für die Eröffnungsproduktion des eigenen Hauses, ANSTOSS – Ein Sportstück wurde die TheaterArche für den Nestroy nominiert.

## Geschichte

### OUTSIDERS und die Vereinsgründung
Die für die TheaterArche typische Bühnenarbeit begann im Jahr 2015 mit der Stückentwicklung OUTSIDERS des Vereins urban cube. An der Produktion, welche in Kooperation mit dem Flüchtlings-Hilfswerk UNHCR, der Bewährungshilfe Neustart und dem Flüchtlingsprojekt Ute Bock in der ehemaligen Ankerbrotfabrik realisiert wurde, wirkten Darsteller mit verschiedensten gesellschaftlichen Hintergründen mit, darunter auch spätere Gründungsmitglieder und Kooperationspartner der TheaterArche, wie die Tänzerin und Rollstuhlperformerin Cornelia Scheuer und der syrische Schauspieler Johnny Mhanna. Mit der Inszenierung (Text: Jakub Kavin und Thyl Hanscho nach einer Idee von Kavin und Vera Schwarz, Regie: Kavin) sollte ein „Spiegelbild der Gesellschaft, die sich zunehmend radikalisiert“ geschaffen werden. Der Erfolg der Produktion legte den Grundstein für die spätere Selbstdefinition der TheaterArche sowie für ihren inklusiven Grundanspruch.
In weiterer Folge wurde der Verein „TheaterArche“ gegründet und begann seine Arbeit unter dem neuen Namen.

### Arbeit als freie Gruppe
Die erste offizielle Produktion der TheaterArche, Wir Hungerkünstlerinnen. Wir Hungerkünstler. (Text: Kavin, Hanscho und Ensemble, Regie: Kavin) hatte am 20. Oktober 2016 im damaligen Theater Brett Premiere. Die TheaterArche stellte sich damit bereits drei Jahre vor der Eröffnung des eigenen Hauses in eben diesem dem Wiener Theaterpublikum vor. Das sehr große, inklusive und diverse Ensemble (mit über 30 Mitwirkenden sowie dem Chor Stimmgewitter Augustin) und die direkte Einarbeitung aktueller gesellschaftlicher Themen (in diesem Fall u. a. des Finanzskandals des Wiener Burgtheaters um Matthias Hartmann, von „Gehaltsmodalitäten bei den Wiener Festwochen“ und des „kafkaesken Kampfes um Förderungen“, womit das Ensemble zugleich auch die eigene Situation reflektierte) begründeten den späteren Stil des Hauses TheaterArche weiter.
In den Jahren 2017 und 2018 bespielte die TheaterArche die Räumlichkeiten des Theater Delphin in der Blumauergasse 24 im zweiten Wiener Gemeindebezirk und brachte in diesem Zeitraum drei Eigenproduktionen mit kleinerer Besetzung auf die Bühne: Das Schloss nach Franz Kafka (Regie: Kavin, den K. spielte der aus Syrien geflüchtete Johnny Mhanna), RM Rilke – Wie ist es möglich da zu sein nach Texten von Rainer Maria Rilke (Regie: Kavin) sowie DAS IST EIGENTLICH ALLES nach Daniil Charms (Regie: Vilmos Nagy). Mangels Förderung durch öffentliche Stellen wurden alle drei Produktionen ausschließlich über Crowdfunding und Vorstellungseinnahmen finanziert.

### Eröffnung mit ANSTOSS
Ende 2018 übernahm Kavin die Räumlichkeiten des Theater Brett, die er aus Eigenmitteln und unter freiwilliger Mithilfe des gesamten Ensembles renovierte und neugestaltete. Eröffnet wurde das neue Theater am 29. Jänner 2019 mit der Produktion ANSTOSS (Text und Regie: Kavin). Mit dieser Inszenierung kehrte Kavin wieder zu einem großen Ensemble zurück (17 Mitwirkende) und thematisierte erneut gesellschaftliche Skandalthemen, diesmal drehte es sich um den „Spitzensport als Spiegelbild und Zuspitzung der Gesellschaft“. Die Bandbreite reichte dabei vom Doping im Spitzensport über die „dunkle Seite des Wirtschaftswunders Fußball“ bis zu den 2017 durch Nicola Werdenigg bekannt gewordenen Missbrauchsfällen im österreichischen Skisport. An einzelnen Spielterminen wirkte Werdenigg auch als Darstellerin ihrer eigenen Rolle auf der Bühne mit und teilte dabei ihre Erfahrungen und Meinungen zu den im Stück verhandelten Themen mit dem Publikum. An anderen Vorstellungstagen übernahmen wechselnde Stargäste, hauptsächlich aus der Welt des Sports, diese interaktive Funktion.
Nach der  Spielserie mit ANSTOSS wurden in der TheaterArche bis zum Sommer 2019 zahlreiche Theaterprojekte der freien Szene Wiens zur Aufführung gebracht.

### Weitere Produktionen
Trotz der nach wie vor prekären Situation des Theaters gab es in der Saison 2019/20 weitere Eigenproduktionen: MAUER (Textcollage: Kavin, auf der Grundlage eines Stücks von Thyl Hanscho, Regie: Kavin), und  Blinde Nacht, Uraufführung nach Simon Kronberg (Regie: Christoph Prückner), sowie (als wienweit erste Premiere nach dem Ende des ersten Corona-Lockdowns) HiKiKoMoRi (Ideen von Jakub Kavin, Text: Thyl Hanscho und Sophie Reyer, Regie: Kavin), ein Soloabend der Sängerin und Schauspielerin Manami Okazaki; damit gastierte das Theater auch in Luxemburg und Vorarlberg.
Am 14. Oktober 2019 wurde bekanntgegeben, dass ANSTOSS für den Nestroy 2019 als beste Off-Produktion nominiert war, die Produktion erhielt den Preis letztlich jedoch nicht. Aufgrund des Erfolges gab es im Frühjahr 2021 eine teilweise aktualisierte Wiederaufnahme unter dem Titel ANSTOSS reloaded.
In der Saison 2020/21 brachte das Theater außerdem folgende Eigenproduktionen heraus: tageslichtlinie (nach Elfriede Gerstl, Regie: Nagy Vilmos), eine Wiederaufnahme von Wie ist es möglich, da zu sein und Die Schamlosen (nach Daniil Charms, Regie: Nagy Vilmos).
Als Eröffnungspremiere der Spielzeit 2021/22 wurde Odyssee 2021 gezeigt (nach Texten von Sophie Reyer, Kathrin Röggla, Marlene Streeruwitz und anderen, Regie; Jakub Kavin).

## Zielsetzung und Selbstverständnis
Die TheaterArche versteht sich selbst als „ein offenes Theater als Spiegelbild einer offenen Gesellschaft“. Das Theater verfügt über kein fixes Ensemble, sondern sieht sich als „interkulturelle, interdisziplinäre und inklusive Plattform zur Künstlervernetzung auf und hinter der Bühne“. Zu den regelmäßig Mitwirkenden gehörten und gehören Schauspieler, Musiker, Bildende Künstler,  Schriftsteller, Psychologen und Philosophen, zudem Menschen unterschiedlicher sozialer und nationaler Herkunft, Muttersprache und körperlicher Eigenheiten.
Mit der TheaterArche soll neben den Eigenproduktionen ein barrierefreier und variabler Spielort für die Freie Theater-Szene Wiens geschaffen werden, der Inklusion auf allen Ebenen ermöglicht. Der Raum soll offen sein, für einen interkulturellen und interdisziplinären Austausch. Der Aufführungssaal des Theaters umfasst 170 Quadratmeter, die Bestuhlung ist variabel und, da Foyer und Aufführungssaal auf einer Ebene liegen, auch barrierefrei.

## Rezeption
„Diversestes Haus in Wien“

„Was die Gruppe bietet, ist höchst professionell, unterhaltsam und eine gelungene Abwechslung in der vielfältigen Wiener (Off)-Theaterszene. Frisch, frei und leider finanziell unterdotiert. Unbedingt anschauen!“